# 拉丁頓
拉丁頓（英語：Ludington）是美國密西根州的一個城市。根據2010年美國人口普查，全市人口為8,076人。拉丁頓是梅森縣的縣治。
拉丁頓是一個海港城市，位於密歇根湖的佩爾馬凱特河口。很多人來拉丁頓娛樂，包括划船和游泳（哈姆林湖、密歇根湖和其他較小的內陸湖泊）以及狩獵，釣魚，露營。
拉丁頓有多個高爾夫球場，拉丁頓是密歇根州第五熱門的旅遊城市，位居麥基諾城、特拉弗斯城、馬斯基根、蘇聖瑪麗之後。

## 連接
- City of Ludington （页面存档备份，存于）
- Ludington Daily News （页面存档备份，存于）
- Ludington Mural Society
- Ludington Area School District （页面存档备份，存于）
- SS Badger site - The ferry to Wisconsin （页面存档备份，存于）
- Slide show pictures of Ludington, Michigan （页面存档备份，存于）
- Ludington Area Convention and Visitors Bureau （页面存档备份，存于）
- Mason County and Ludington Michigan Area History and Genealogy （页面存档备份，存于）
- The Official Ludington and Scottville Chamber of Commerce and Convention and Visitors Bureau （页面存档备份，存于）